# Notophthiracarus gyros
Notophthiracarus gyros är en kvalsterart som först beskrevs av Wojciech Niedbała 2004.  Notophthiracarus gyros ingår i släktet Notophthiracarus och familjen Phthiracaridae. Inga underarter finns listade i Catalogue of Life.